# Marolles-en-Beauce
Marolles-en-Beauce is een gemeente in het Franse departement Essonne (regio Île-de-France) en telt 190 inwoners (1999). De plaats maakt deel uit van het arrondissement Étampes.

## Geografie
De oppervlakte van Marolles-en-Beauce bedraagt 5,9 km², de bevolkingsdichtheid is 32,2 inwoners per km².
De onderstaande kaart toont de ligging van Marolles-en-Beauce met de belangrijkste infrastructuur en aangrenzende gemeenten.

## Demografie
Onderstaande figuur toont het verloop van het inwonertal (bron: INSEE-tellingen).